# Karel Purkert
Karel Purkert (* 25. dubna 1959) je bývalý československý a český zápasník – judista.

## Sportovní kariéra
S judem začínal v 11 letech v Mohelnici pod vedením trenérů Švece a Koželoužka. Ve 14 letech se přesunul do Ostravy, kde se připravoval v klubu Baník pod vedením bratrů Stankovičů. Do mužské reprezentace byl poprvé vybrán během vojenské služby v Banské Bystrici (1978–1980). V roce 1978 se stal prvním juniorským mistrem Evropy z tehdejšího Československa ve váze do 78 kg. V roce 1980 byl nominován na olympijské hry v Moskvě ve váze do 86 kg (jedničkou v jeho polostřední váze do 78 kg byl Vladimír Bárta), ale v přípravě utrpěl zlomeninu nohy a místo něho v Moskvě startoval týmový kolega z Dukly Pavel Petřikov starší.
V dubnu 1981 si v přípravě na mistrovství Evropy v maďarském Debrecínu přetrhal vazy v koleni a přišel o celou sezonu. Od roku 1982 přestoupil do vyšší střední váhy do 86 kg, kde byl nejprve dvojkou za Jiřím Sosnou. Na velké sportovní akci tak startoval teprve ve svých 24 letech v říjnu 1983 na mistrovství světa v Moskvě. V Moskvě po výborném výkonu v prvních kolech takticky nezvládl souboj o třetí místo s Američanem Robertem Berlandem a obsadil bramborové 5. místo.
V roce 1984 patřil k medailovým nadějím na olympijských hrách v Los Angles, kde nakonec kvůli bojkotu nemohl startovat. O své formě přesvědčil koncem srpna druhým místem na turnaji Družba 84, které mělo být kompenzací za letní olympijské hry pro sportovce ze zemí východního bloku.
Od roku 1985 šla jeho forma postupně dolů vlivem vleklých zranění a v olympijském roce 1988 ho v reprezentaci nahradil mladý Roman Karger.

### Výsledky
| Turnaj             | 1978 | 1979 | 1980 | 1981 | 1982 | 1983 | 1984 | 1985 | 1986 | 1987 |
| Turnaj             | 19   | 20   | 21   | 22   | 23   | 24   | 25   | 26   | 27   | 28   |
| Turnaj             | −78  | −78  | −78  | −78  | −86  | −86  | −86  | −86  | −86  | −86  |
| ------------------ | ---- | ---- | ---- | ---- | ---- | ---- | ---- | ---- | ---- | ---- |
| Olympijské hry     |      |      | —    |      |      |      | —    |      |      |      |
| Mistrovství světa  |      | —    |      | —    |      | 5.   |      | —    |      | —    |
| Mistrovství Evropy | —    | —    | —    | —    | —    | —    | úč.  | úč.  | —    | 7.   |
| ME juniorů         | 1.   |      |      |      |      |      |      |      |      |      |

### Olympijské hry a mistrovství světa
| Olympijské hry a mistrovství světa | Olympijské hry a mistrovství světa | Olympijské hry a mistrovství světa | Olympijské hry a mistrovství světa | Olympijské hry a mistrovství světa | Olympijské hry a mistrovství světa | Olympijské hry a mistrovství světa | Olympijské hry a mistrovství světa |
| Kolo                               | Výsledek                           | Bilance                            | Soupeř                             | Výsledek                           | Datum                              | Turnaj                             | Místo                              |
| 1983 Mistrovství světa do 86 kg    | 1983 Mistrovství světa do 86 kg    | 1983 Mistrovství světa do 86 kg    | 1983 Mistrovství světa do 86 kg    | 1983 Mistrovství světa do 86 kg    | 1983 Mistrovství světa do 86 kg    | 1983 Mistrovství světa do 86 kg    | 1983 Mistrovství světa do 86 kg    |
| ---------------------------------- | ---------------------------------- | ---------------------------------- | ---------------------------------- | ---------------------------------- | ---------------------------------- | ---------------------------------- | ---------------------------------- |
| o 3. místo                         | prohra                             | 3-2                                | Robert Berland (USA)               | jusei-gači                         | 14. října 1983                     | Mistrovství světa                  | Moskva, Sovětský svaz              |
| semifinále                         | prohra                             | 3-1                                | Detlef Ultsch (GDR)                | ippon                              | 14. října 1983                     | Mistrovství světa                  | Moskva, Sovětský svaz              |
| čtvrtfinále                        | vítězství                          | 3-0                                | Roberto Lang (CUB)                 | koka                               | 14. října 1983                     | Mistrovství světa                  | Moskva, Sovětský svaz              |
| 1/16                               | vítězství                          | 2-0                                | Vitalij Pesňak (URS)               | ippon                              | 14. října 1983                     | Mistrovství světa                  | Moskva, Sovětský svaz              |
| 1/32                               | vítězství                          | 1-0                                | Urs Brunner (SUI)                  | koka                               | 14. října 1983                     | Mistrovství světa                  | Moskva, Sovětský svaz              |

### Mistrovství Evropy
| Mistrovství Evropy               | Mistrovství Evropy               | Mistrovství Evropy               | Mistrovství Evropy               | Mistrovství Evropy               | Mistrovství Evropy               | Mistrovství Evropy               | Mistrovství Evropy               |
| Kolo                             | Výsledek                         | Bilance                          | Soupeř                           | Výsledek                         | Datum                            | Turnaj                           | Místo                            |
| 1987 Mistrovství Evropy do 86 kg | 1987 Mistrovství Evropy do 86 kg | 1987 Mistrovství Evropy do 86 kg | 1987 Mistrovství Evropy do 86 kg | 1987 Mistrovství Evropy do 86 kg | 1987 Mistrovství Evropy do 86 kg | 1987 Mistrovství Evropy do 86 kg | 1987 Mistrovství Evropy do 86 kg |
| -------------------------------- | -------------------------------- | -------------------------------- | -------------------------------- | -------------------------------- | -------------------------------- | -------------------------------- | -------------------------------- |
| opravy                           | prohra                           | 2-5                              | Viktor Poddubnyj (URS)           | ?                                | 8. května 1987                   | Mistrovství Evropy               | Paříž, Francie                   |
| opravy                           | vítězství                        | 2-4                              | Srđan Matejić (YUG)              | ?                                | 8. května 1987                   | Mistrovství Evropy               | Paříž, Francie                   |
|                                  | prohra                           | 1-4                              | Fabien Canu (FRA)                | ?                                | 8. května 1987                   | Mistrovství Evropy               | Paříž, Francie                   |
| 1985 Mistrovství Evropy do 86 kg |                                  |                                  |                                  |                                  |                                  |                                  |                                  |
| opravy                           | prohra                           | 1-3                              | Roland Borawski (GDR)            | ?                                | 10. května 1985                  | Mistrovství Evropy               | Hamar, Norsko                    |
| 1/32                             | prohra                           | 1-2                              | Michael Bazynski (FRG)           | ?                                | 10. května 1985                  | Mistrovství Evropy               | Hamar, Norsko                    |
| 1984 Mistrovství Evropy do 86 kg |                                  |                                  |                                  |                                  |                                  |                                  |                                  |
| 1/16                             | prohra                           | 1-1                              | Ben Spijkers (NED)               | ?                                | 4. května 1984                   | Mistrovství Evropy               | Lutych, Belgie                   |
| 1/32                             | vítězství                        | 1-0                              | Geert Desmet (BEL)               | ?                                | 4. května 1984                   | Mistrovství Evropy               | Lutych, Belgie                   |

### Ostatní
| Ostatní turnaje         | Ostatní turnaje         | Ostatní turnaje          | Ostatní turnaje         | Ostatní turnaje         | Ostatní turnaje         | Ostatní turnaje         | Ostatní turnaje         |
| Kolo                    | Výsledek                | Soupeř                   | Výsledek                | Datum                   | Turnaj                  | Místo                   |                         |
| 1984 Družba-84 do 86 kg | 1984 Družba-84 do 86 kg | 1984 Družba-84 do 86 kg  | 1984 Družba-84 do 86 kg | 1984 Družba-84 do 86 kg | 1984 Družba-84 do 86 kg | 1984 Družba-84 do 86 kg | 1984 Družba-84 do 86 kg |
| ----------------------- | ----------------------- | ------------------------ | ----------------------- | ----------------------- | ----------------------- | ----------------------- | ----------------------- |
| finále                  | prohra                  | Vitalij Pesňak (URS)     | koka                    | 28. srpna 1984          | Družba 84               | Varšava, Polsko         |                         |
| semifinále              | vítězství               | Krzysztof Kurczyna (POL) | koka                    | 28. srpna 1984          | Družba 84               | Varšava, Polsko         |                         |
| čtvrtfinále             | vítězství               | François Fournier (FRA)  | jusei-gači              | 28. srpna 1984          | Družba 84               | Varšava, Polsko         |                         |
| 1/16                    | vítězství               | Detlef Ultsch (GDR)      | juko                    | 28. srpna 1984          | Družba 84               | Varšava, Polsko         |                         |